# متولد ماه می
متولد ماه می (به انگلیسی: Gemini) فیلمی محصول سال ۲۰۱۷ و به کارگردانی آرون کاتز است. در این فیلم بازیگرانی همچون لولا کریک، زوئی کراویتز، گرتا لی، نلسون فرانکلین، ریو کارنی، جسیکا پارکر کندی، ریکی لیک، جان چو، میچل فوربز و جیمز رانسون ایفای نقش کرده‌اند.